# Johannes Martin Ganser
Johannes Martin Ganser (* 1608; † 3. Mai 1687 in Hanau) war ein Münzmeister, der für eine Reihe von Herrschaften – vor allem im Rhein-Main-Gebiet – tätig war.

## Biografie
Ganser war zunächst 1642 und 1643 Münzmeister im Kurfürstentum Mainz in Mainz. 1646 schloss er einen Vertrag mit der Verwaltung der Grafschaft Hanau zur Übernahme der Prägung in deren Münzstätte Hanau. Mit ihm setzte 1647 – nach einer längeren Prägepause – die Tätigkeit dieser Münzstätte wieder ein.
In Hanau war er bis 1658 tätig und prägte – zumindest zeitweise parallel – auch zwischen 1655 und 1657 in der Grafschaft Solms-Rödelheim. 1658 vereinbarten die im Rhein-Main-Gebiet Münzen prägenden Territorien, vorübergehend die Prägung von Albus-Münzen einzustellen, was dazu führte, dass die Grafschaft Hanau ihre Münzprägung in den nicht zu diesem Gebiet gehörenden Lichtenberger Landesteil im Elsass verlegte. 1659 richtete Ganser in der „Hauptstadt“ des Lichtenberger Landesteils, Buchsweiler, eine Münzstätte ein. Ab 1667 arbeitete er erneut in der Stadt Hanau. In Buchsweiler folgte ihm Johann Friedrich Lauer nach, in Hanau Sebastian Müller (1626–1705), als Ganser 1674 altersbedingt ausschied. Zwischen Ganser und Müller gab es in der Folgezeit noch eine Auseinandersetzung vor der Hanauer Rentkammer, weil Müller mit der Zahlung des Teils des Schlagschatzes in Verzug geriet, der Ganser als Altersversorgung zustand.

## Tätigkeit
Als Sigel verwendet Ganser die Buchstabenkombinationen „G“, „MG“ (auch in der Variation mit einem Punkt über dem „M“) und „IMG“.
Bemerkenswert ist, dass Ganser ältere Stempel oft überarbeitet hat, um sie weiter verwenden zu können, insbesondere Jahreszahlen aktualisiert hat, und das auch mehrfach.